# Hard Land of Wonder
Hard Land of Wonder – czwarty solowy album Anity Lipnickiej, nagrany bez Johna Portera, wydany 13 listopada 2009 roku. 13 stycznia 2010 roku album uzyskał status złotej płyty w Polsce.
W kwietniu 2010 roku wydawnictwo uzyskało nagrodę polskiego przemysłu fonograficznego Fryderyka w kategorii: album roku piosenka poetycka. Natomiast w lipcu album został nominowany do nagrody Superjedynki w kategorii „Płyta pop”.
Nagrania dotarły do 6. miejsca zestawienia OLiS.

## Informacje o płycie
Jest to pierwsza solowa płyta artystki od czasów albumu Moje oczy są zielone z 2000 roku. Została ona nagrana między lutym a sierpniem 2009 roku w Londynie z udziałem muzyków sesyjnych. Płyta zawiera elementy akustyki połączone z brzmieniami fortepianu i kontrabasu, które stanowią motyw przewodni projektu. Lipnicka jest autorem i producentem płyty.
Do nagrań płyty zaprosiła: Alego Frienda, Danny’ego Cummingsa, Melvina Duffy’ego, Charliego Kasseya, którzy wsparli ją przy produkcji albumu. Realizacją dźwięku zajął się Cameron Jenkins. Singlem promującym wydawnictwo został utwór „Car Door”, którego premiera miała miejsce w Programie 3 Polskiego Radia i w serwisie MySpace dnia 20 października 2009.
Drugim singlem promującym album jest piosenka „You Change Me”, której premiera odbyła się 26 lutego 2010 w Programie 3 Polskiego Radia.

## Lista utworów
1. „Car Door”
2. „Lovely Fake”
3. „Hungry Feast of Love”
4. „Halfway Through”
5. „The Chase”
6. „You Change Me”
7. „Glass of Water”
8. „Noisy Head”
9. „Hard Land of Wonder”
10. „Sailor’s Song”
11. „The Trial”